# Калоєв Заур Григорович
Заур Григорович Калоєв (груз. ზაურ კალოევი, ос. Калоты Григорийы фырт Зауыр, рос. Заур Григорьевич Калоев, нар. 24 березня 1931, Тбілісі — пом. 23 грудня 1997, Тбілісі) — радянський футболіст, що грав на позиції нападника. Один з найкращих бомбардирів радянського футболу 1950-х та 1960-х. Заслужений майстер спорту СРСР (1963).
Виступав, зокрема, за «Динамо» (Тбілісі), а також національну збірну СРСР.
У складі збірної — чемпіон Європи 1960 року.

## Клубна кар'єра
У дорослому футболі дебютував 1950 року виступами за команду клубу «Спартак» (Тбілісі), в якій провів три сезони, взявши участь у 26 матчах чемпіонату.
Своєю грою за цю команду привернув увагу представників тренерського штабу клубу «Динамо» (Тбілісі), до складу якого приєднався 1953 року. Відіграв за тбіліських динамівців наступні п'ять сезонів своєї ігрової кар'єри. У складі тбіліського «Динамо» був одним з головних бомбардирів команди, маючи середню результативність на рівні 0,34 голу за гру першості.
Протягом 1957—1958 років захищав кольори московського «Локомотива».
1959 року повернувся до «Динамо» (Тбілісі), за який відіграв ще 6 сезонів. Більшість часу, проведеного у складі тбіліського «Динамо», був основним гравцем атакувальної ланки команди. В новому клубі був серед найкращих голеодорів, відзначаючись забитим голом в середньому щонайменше у кожній другій грі чемпіонату. В сезонах 1959 та 1960 років ставав найрезультативнішим гравцем чемпіонату СРСР. Завершив професійну кар'єру футболіста виступами за команду «Динамо» (Тбілісі) у 1964 році.
Помер 23 грудня 1997 року на 67-му році життя у місті Тбілісі.

## Виступи за збірну
1959 року дебютував в офіційних матчах у складі олімпійської збірної СРСР. Загалом того року провів у формі головної команди країни 3 матчі.
Був включений до складу збірної для участі в чемпіонаті Європи 1960 року у Франції, де Калоєв на футбольне поле не виходив, а радянська команда здобула титул континентальних чемпіонів.

## Титули і досягнення

### Командні
- Чемпіон Європи (1): 1960

### Особисті
- Найкращий бомбардир чемпіонату СРСР (2):

1959 (16), 1960 (20)